# Luise Schmitz
Luise Schmitz (* 3. Februar 1930, verheiratete Luise Stuch) ist eine ehemalige deutsche Badmintonspielerin aus Bonn.
Sie gehörte zu den Pionieren des Badmintonsports in der Bundesrepublik Deutschland. Gleich bei den ersten Titelkämpfen 1953 gewann sie zwei Medaillen. Ein Jahr später wurde sie Deutsche Meisterin im Damendoppel und im Mixed. 1955 konnte sie den Mixedtitel verteidigen. Mit der Mannschaft des 1. DBC Bonn wurde sie viermal Titelträgerin.
Sie ist mit dem Badmintonspieler Walter Stuch verheiratet und wohnt in Sankt Augustin.

## Erfolge
| Saison    | Veranstaltung                               | Disziplin   | Platz | Name |
| --------- | ------------------------------------------- | ----------- | ----- | --- |
| 1952/1953 | Deutsche Einzelmeisterschaft                | Dameneinzel | 4     | Luise Schmitz (1. DBC Bonn) |
| 1952/1953 | Deutsche Einzelmeisterschaft                | Dameneinzel | 3     | Luise Schmitz (1. DBC Bonn) |
| 1952/1953 | Deutsche Einzelmeisterschaft                | Mixed       | 3     | Hans Riegel / Luise Schmitz (1. DBC Bonn) |
| 1952/1953 | Deutsche Einzelmeisterschaft                | Damendoppel | 2     | Luise Schmitz / Greta Marcussen (1. DBC Bonn) |
| 1952/1953 | Deutsche Einzelmeisterschaft                | Mixed       | 4     | Hans Riegel / Luise Schmitz (1. DBC Bonn) |
| 1953/1954 | Deutsche Einzelmeisterschaft                | Mixed       | 1     | Hans Riegel / Luise Schmitz (1. DBC Bonn) |
| 1953/1954 | Deutsche Einzelmeisterschaft                | Dameneinzel | 3     | Luise Schmitz (1. DBC Bonn) |
| 1953/1954 | Deutsche Einzelmeisterschaft                | Damendoppel | 1     | Ingeborg Tietze (Kieler BC 1949) / Luise Stuch-Schmitz (1. DBC Bonn)                                                                               |
| 1954/1955 | Deutschland: Internationale Meisterschaften | Dameneinzel | 3     | Luise Schmitz |
| 1954/1955 | Deutsche Einzelmeisterschaft                | Mixed       | 1     | Hans Riegel / Luise Schmitz (1. DBC Bonn) |
| 1954/1955 | Deutschland: Internationale Meisterschaften | Damendoppel | 2     | Hanne Jensen / Luise Schmitz |
| 1954/1955 | Deutsche Einzelmeisterschaft                | Damendoppel | 2     | Sybille Weber / Luise Schmitz (1. DBC Bonn) |
| 1955/1956 | Deutsche Einzelmeisterschaft                | Mixed       | 2     | Hans Riegel / Luise Schmitz (1. DBC Bonn) |
| 1955/1956 | Deutsche Einzelmeisterschaft                | Dameneinzel | 3     | Luise Schmitz (1. DBC Bonn) |
| 1956/1957 | Deutsche Mannschaftsmeisterschaft           | Mannschaft  | 1     | 1. DBC Bonn (Jap Tjiang Beng, Ralf Caspary, Günter Ropertz, Hans Eschweiler, Luise Schmitz, Rosemarie Krämer)                                      |
| 1956/1957 | Deutsche Einzelmeisterschaft                | Mixed       | 2     | Günter Ropertz / Luise Schmitz (1. DBC Bonn) |
| 1956/1957 | Deutsche Einzelmeisterschaft                | Dameneinzel | 3     | Luise Schmitz (1. DBC Bonn) |
| 1958/1959 | Deutsche Mannschaftsmeisterschaft           | Mannschaft  | 1     | 1. DBC Bonn (Günter Ropertz, Walter Stuch, Ralf Caspary, Kurt Hennes, Luise Schmitz, Gunhild Scholz)                                               |
| 1959/1960 | Deutsche Mannschaftsmeisterschaft           | Mannschaft  | 1     | 1. DBC Bonn (Ralf Caspary, Walter Stuch, Kurt Hennes, Jap Tjiang Beng, Günter Ropertz, Luise Schmitz, Gunhild Scholz, Ute Harlos, Marlies Caspary) |
| 1959/1960 | Deutsche Einzelmeisterschaft                | Damendoppel | 3     | Gunhild Scholz / Luise Schmitz (1. DBC Bonn) |
| 1960/1961 | Deutsche Mannschaftsmeisterschaft           | Mannschaft  | 1     | 1. DBC Bonn (Ralf Caspary, Walter Stuch, Kurt Hennes, Jap Tjiang Beng, Günter Ropertz, Luise Schmitz, Gunhild Scholz, Ute Harlos, Marlies Caspary) |
| 1960/1961 | Deutsche Einzelmeisterschaft                | Damendoppel | 3     | Gunhild Scholz / Luise Schmitz (1. BC Beuel) |
| 1961/1962 | Deutsche Einzelmeisterschaft                | Mixed       | 2     | Kurt Hennes / Luise Schmitz (1. DBC Bonn / 1. BC Beuel)                                                                                            |
| 1962/1963 | Deutsche Einzelmeisterschaft                | Mixed       | 3     | Manfred Emons / Luise Schmitz (1. BC Beuel) |
| 1963/1964 | Deutsche Mannschaftsmeisterschaft           | Mannschaft  | 3     | 1. BC Beuel (Karl Breitkopf, Toni Krämer, Walter Stuch, Paul Rolef, Lore Hawig, Luise Schmitz)                                                     |

## Referenzen
- Martin Knupp: Deutscher Badminton Almanach, Eigenverlag/Deutscher Badminton-Verband (2003), 230 Seiten
- Netzroller. Das Eventmagazin der Deutschen Meisterschaften im Badminton.  3. Februar 2006, S. 8 (PDF).

| Personendaten    | Personendaten                      |
| ---------------- | ---------------------------------- |
| NAME             | Schmitz, Luise                     |
| ALTERNATIVNAMEN  | Stuch, Luise; Stuch-Schmitz, Luise |
| KURZBESCHREIBUNG | deutsche Badmintonspielerin        |
| GEBURTSDATUM     | 3. Februar 1930                    |